# 상하이 북역

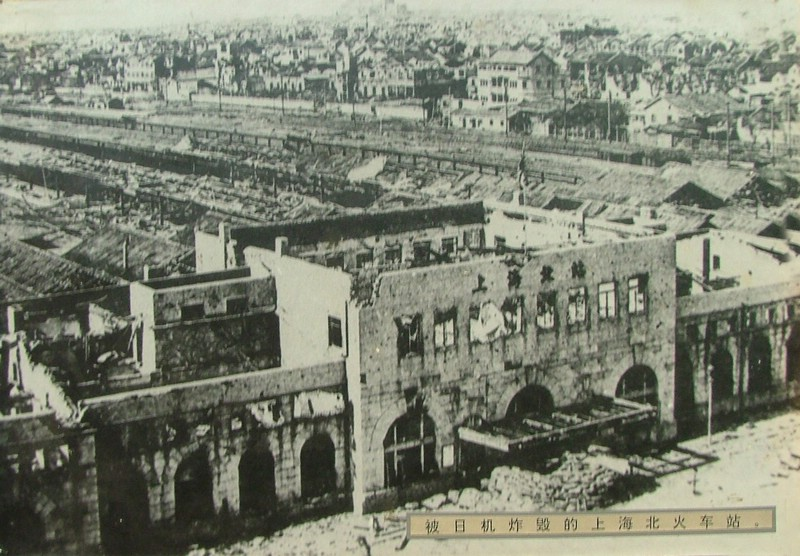
일본기에 의해 폭파된 상하이 북 기차역

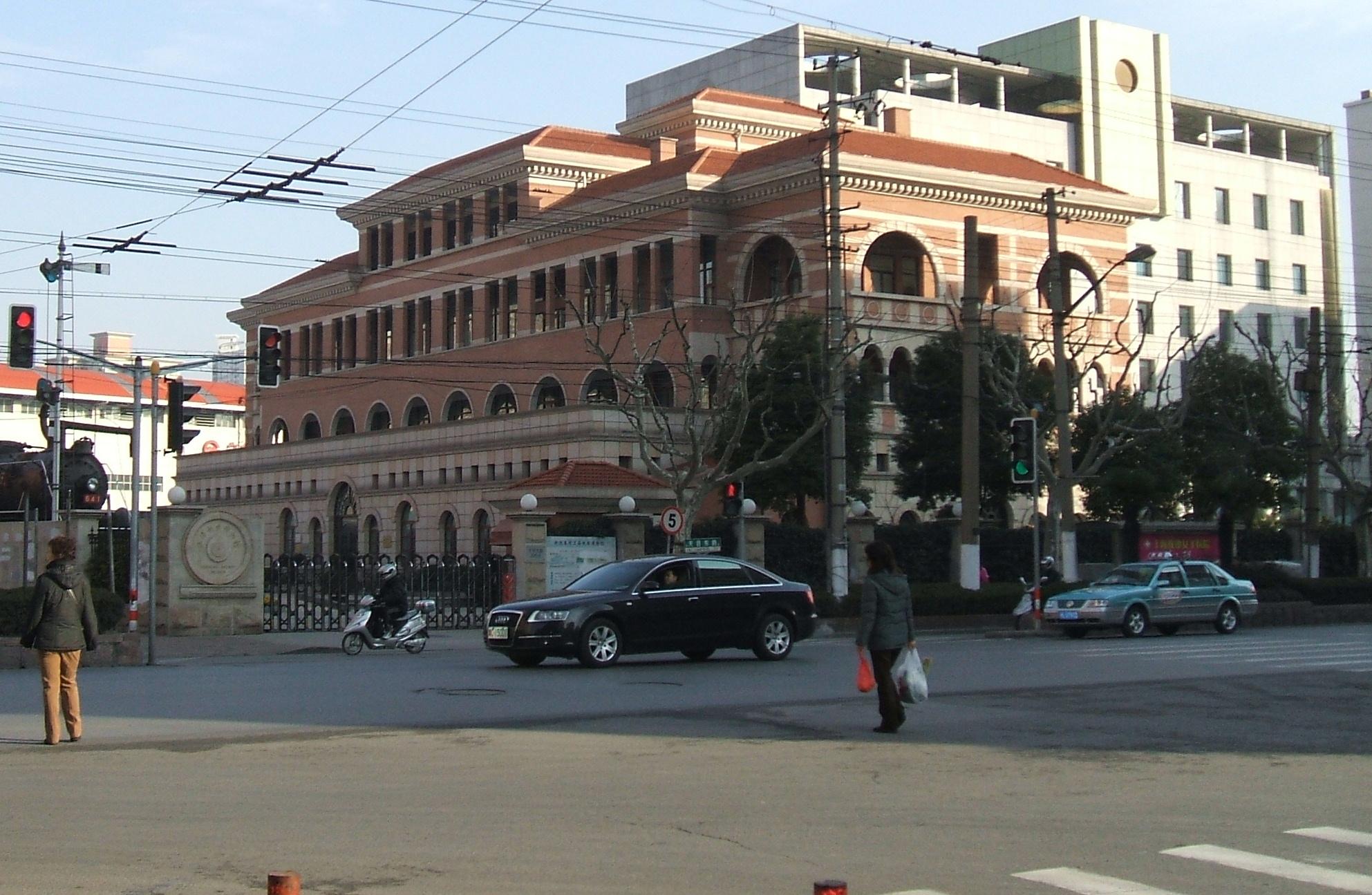
박물관으로 된 상하이 북역의 외관

상하이 기차 북역(上海火车北站), 혹은 상하이 북 기차역은 줄여서 상하이 북역이라고 하며 옛 명칭은 상하이 역이었다. 상하이 시 자베이 구 톈무둥루(天目东路)의 바오산루(宝山路) 입구에 있었다. 1987년 상하이 기차역이 건설된 후 사용 중지되어 북역 또는 노북역(老北站)이라 불린다.

## 역사
1909년에 상하이 역으로서 개업했지만 1916년에 상하이 북역으로 변경되었다. 북역은 후닝(沪宁), 후항융(沪杭甬) 및 쑹후(淞沪) 세 철도가 만나는 역으로, 당시 이곳은 조계와 매우 가까워서 문전의 졔루(界路 : 톈무둥루)는 상하이 공공조계와 화계(华界)의 분계선이었다. 역사는 영국에 의해 설계된 4층의 서양풍 건축물이었다. 다만 종종 전란에 의한 파괴를 받아 1932년에 제1차 상하이 사변으로 일본군에 의해 파괴되어, 재건된 건물은 1937년에 제2차 상하이 사변으로 파괴되었다. 전후 1950년에 완전히 수복되었지만, 1987년에 새로운 상하이 역이 개업하여 상하이 북역 부근에 있던 쑹후 철도(: 현재의 상하이 지하철 3호선)가 폐지되었기 때문에 역도 폐지되었다.

## 현재
옛날의 역사는 2004년에 개설된 상하이 철도박물관으로서 사용되고있으며 북역의 선로는 상하이 역에서 발착하는 열차의 주박지로 되어있다. 그리고 옛날의 역사로부터 주박지를 사이에 두고 반대측에 지하철 바오산루 역이 있다.

## 교통
- 상하이 지하철: 바오산루 역
  - 3호선
  - 4호선

## 같이 보기
- 상하이 역
- 상하이 남 기차역